# Schlacht bei Ligny
Frühjahrsfeldzug 1813
Lüneburg – Möckern – Halle – Großgörschen – Gersdorf – Bautzen – Reichenbach – Nettelnburg – Haynau – Halberstadt – Luckau
Herbstfeldzug 1813

Großbeeren – Katzbach – Dresden – Hagelberg – Kulm – Dennewitz – Göhrde – Altenburg – Wittenberg – Wartenburg – Liebertwolkwitz – Leipzig – Torgau – Hanau – Hochheim – Danzig
Winterfeldzug 1814

Épinal – Colombey – Brienne – La Rothière – Champaubert – Montmirail – Château-Thierry – Vauchamps – Mormant – Montereau – Bar-sur-Aube – Soissons – Craonne – Laon – Reims – Arcis-sur-Aube – Fère-Champenoise – Saint-Dizier – Claye –  Paris
Sommerfeldzug von 1815

Quatre-Bras – Ligny – Waterloo – Wavre – Paris
In der Schlacht von Ligny trafen am 16. Juni 1815 – zwei Tage vor der Schlacht bei Waterloo – die französischen Truppen der Grande Armée unter Napoleon auf die Armee vom Niederrhein unter dem Kommando des Feldmarschalls Blücher. Ligny war Napoleons letzter Sieg. Er konnte die Truppen Blüchers unter Einsatz der Alten Garde zwar schlagen, aber nicht völlig vernichten. Dies sollte in Waterloo fatale Folgen für ihn haben. Sie ist daher die Schlüsselschlacht für die darauf folgenden Ereignisse.

## Die Ausgangslage für Napoleon
Ermutigt von Meldungen über die wachsende Unzufriedenheit des französischen Volkes mit der Herrschaft Ludwigs XVIII. war Napoleon am 1. März 1815 von seinem Exil auf der Insel Elba nach Frankreich zurückgekehrt. Österreich, Russland, Großbritannien und Preußen hatten sich daraufhin auf dem Wiener Kongress zum militärischen Eingreifen entschieden. Am 25. März erneuerten sie ihre große Allianz von 1814 und verpflichteten sich, Armeen mit einer Stärke von insgesamt 700.000 Mann aufzustellen.
Napoleon wusste, dass er einem solchen Heer nichts Gleichwertiges entgegenzustellen hatte, und entschied sich für einen Präventivschlag, solange die Armeen der Österreicher und Russen sich noch nicht mit den britischen und preußischen Truppen vereinigt hatten. Zu diesem Zweck baute er bis Mitte Juni ein neues, schlagkräftiges Heer auf und verließ am 12. Juni Paris, um das Kommando über die rund 128.000 Mann starke Armée du Nord zu übernehmen, die er in der Gegend um Beaumont konzentrierte. Seine Zielobjekte waren die britische Streitmacht unter dem Befehl des Herzogs von Wellington, der 35.000 Briten, 41.000 Deutsche (Hannoveraner, Braunschweiger und Nassauer) sowie über 24.000 Niederländer und Belgier bei Brüssel zusammengefasst hatte, sowie die von Feldmarschall Blücher befehligte 117.000 Mann starke preußische Armee, die auf der Linie Charleroi–Namur–Lüttich stand.

## Aufmarsch der Truppen

### Aufmarsch Napoleons
Der Aufmarsch Napoleons war ein militärisches Meisterstück. Am  6. Juni brach das IV. Korps von Metz auf, wenig später das I. Korps von Lille. Parallel wurde der Aufmarsch der verstärkten  Vorposten aus den Festungen dem Feind verschleiert. Am  8. Juni brach die Garde von Paris auf, simultan mit dem VI. Korps von Laon und dem II. Korps von Valenciennes. Der Heerhaufen wurde am 13. Juni in Philippeville und Avesnes gesammelt und in Marsch gesetzt. Bonaparte selbst hatte Paris am 12. Juni verlassen und traf mit der Kutsche dort am 13. Juni ein. Die konzentrische Aktion war auf die Überraschung des Gegners abgestimmt. Am 14. Juni. zogen sich die französischen Korps zusammen und formierten sich zu 3 Kolonnen:
- rechter Flügel, 16.000 Mann stark, bestehend aus dem IV. Korps und etwas Kavallerie, bei Philippeville;
- Mitte, 64.000 Mann stark, bestehend aus dem V. und VI. Korps, der Garde und dem größten Teil der Kavallerie, bei Beaumont;
- linker Flügel, 44.000 Mann stark, bestehend aus dem I. und II. Korps, bei Solre und Sambre.

Diese Formation war von Charleroi vier Meilen entfernt. Erst in der Nacht vom 14. auf den 15. Juni meldete General Ziethen, dass der Feind sich vor seiner Stellung verstärke. Er hatte eine Vermehrung der Lagerfeuer beobachten können. Es blieben 36 Stunden bis zum Beginn der Schlacht.

### Napoleon
- Garde impériale (14.949)

- Alte Garde (Infanterie) General de division Friant (8.089)
- Junge Garde (Infanterie) Duhesme (6.860)

- II. Korps General de division Reille (bei Quatre Bras, außer:)

- 7. Infanteriedivision General de division Girard (3.941)

- III. Korps General de division Vandamme (16.128)

- 8. Infanterie-Division Lefol (5.023)
- 10. Infanterie-Division Habert (5.439)
- 11. Infanterie-Division General de division Berthezène (4.468)
- 3. Kavallerie-Division Domon (1.198)

- IV. Korps General de division Gérard (14.798)

- 12. Infanterie-Division Pécheux (4.689)
- 13. Infanterie-Division Vichery (4.037)
- 14. Infanterie-Division Hulot (4.138)
- 7. Leichte Kavallerie-Division General de division Maurin (1.934)

- IV. Kavallerie-Korps Milhaud (2.701) (Kürassiere)

- 13. Kavallerie-Division Wathier Saint-Alphonse (1.141)
- 14. Kavallerie-Division Delort (1.560)

Im Anmarsch
- VI. Korps Generallieutenant Lobau

#### MarschallGrouchy
- I. Kavallerie-Korps Generallieutenant Pajol (2.465)

- 4. Kavallerie-Division Soult (1.301)
- 5. Kavallerie-Division Subervie (1.164)

- II. Kavallerie-Korps Generallieutenant Exelmans (3.332)

- 9. Kavallerie-Division Strolz (1.606)
- 10. Kavallerie-Division Chastel (1.726)

#### Marschall Ney (bei Quatre Bras)
- II. Korps Generalleutnant Reille
- III. Kavallerie-Korps Kellermann
- Leichte Kavallerie-Division der kaiserlichen Garde Lefebvre-Desnouettes

Zwischen Quatre-Bras und Ligny
- I. Korps General Drouet d’Erlon

### Aufmarsch Blücher
Blücher erließ noch in derselben Nacht einen Befehl an alle Armeekorps, sich in der Gegend um Sombreffe zu sammeln. Dennoch konnte er nur mit drei seiner vier Armeekorps sich dem überlegenen Feind stellen.

### Bülow
„Auf die Nachricht von der Bewegung bei dem Feinde und der Ankunft Bonapartes wurde am 14.Abends aus Namur der Befehl an den General v. Bülow erlassen, seine Truppen so zu versammeln, dass er Hannut in einem Marsche erreichen könne. Diesen Befehl erhielt General Bülow den 15. Morgens um 5 Uhr. Er führte die befohlene Maßregel aus. In der Nacht vom 14. zum 15., als General Ziethen die Meldung von dem Anrücken des Feindes gemacht hatte, wurde dem General von Bülow ein zweiter Befehl geschickt, sich unverzüglich bei Hannut zusammen zu ziehen und sein Hauptquartier in diesem Orte zu nehmen.
Diesen Befehl erhielt General Bülow den 15. Vormittags um 11 Uhr. Hätte er hiernach seinen Truppen den Befehl gegeben, nach einer kurzen Rast den zweiten Marsch bis Hannut zu machen, was füglich geschehen konnte, da Hannut nur fünf Meilen von Lüttich entfernt ist und die meisten Truppen zwischen Lüttich und Hannut gelegen hatten, so würden sein Korps in der Nacht vom 15. auf den 16. bei Hannut versammelt gewesen sein. General Bülow glaubte die Ausführung dieses Befehls bis auf den anderen Tag verschieben zu können, erstens weil er der Überzeugung war, die preußische Armee könne sich selbst nur bei Hannut versammeln, dass
also für ihn Zeit genug bleiben werde, diesen Punkt zu erreichen; zweitens weil er glaubte, so lange keine Kriegserklärung erfolgt sei, könne man vor Feindseligkeiten sicher sein. Er machte darüber seinen Bericht nach dem Hauptquartiere und meldete, dass er den 16. mittags in Hannut sein würde. Diese Meldung traf den Feldmarschall Blücher nicht mehr in Namur. Ein dritter und vierter Befehl, im Laufe des 15. von Namur aus an den General Bülow ausgefertigt, wiesen ihn an, seinen Marsch am 16. nach Sombreffe fortzusetzen. Da Sombreffe fünf Meilen von Hannut liegt und die Bülowschen Truppen erst am 15. in der Nacht nach Hannut
gekommen sein konnten, so hätte er mit großer Anstrengung den 16. Nachmittags mit der Avantgarde, mit den übrigen Truppen aber gegen Abend eintreffen können. Man sieht, dass die Zeit nirgends zureichen wollte.“

 Neuere Forschungen gehen davon aus, dass eine Animosität zwischen Bülow und Gneisenau, der als Generalstabschef den Befehl im Namen Blüchers auszuführen hatte, dazu geführt hat, dass Bülow den ersten Befehl glatt ignorierte. Andere glauben, dass der mangelnde Befehlston in dem Schreiben Gneisenaus Bülow über den Ernst der Lage hinwegtäuschte. Erst auf dem zweiten Befehl reagierte Bülow, deutlich zu spät, um mit dem IV. Korps noch in die Schlacht eingreifen zu können. Bülow meldete dem Hauptquartier, dass er am 16. Juni erst in Hannut eintreffen werde. Daher erreichte ihn auch nicht mehr der 3. und 4. Befehl, die man vom Hauptquartier, der Windmühle von Bussy, nach Namur schickte und ihn dazu aufforderte, gleich nach Sombreffe durchzumarschieren: Bülow war am 15. Juni noch in Lüttich geblieben. Die besagten Befehle gelangten erst am 17.6. um 3 Uhr morgens nördlich von Gembloux zu Bülow. Wäre Bülow mit seinem IV. Korps nur 12 Stunden früher gekommen, hätte er noch in das Schlachtgeschehen eingreifen können.

### Zieten, Pirch und Thielmann
Das I. Korps zog sich planmäßig von St. Anmad nach Ligny zurück.
Das III. Korps erhielt den Marschbefehl erst den 15. morgens um 10 Uhr, konnte sich aber um 10 Uhr noch auf dem Schlachtfeld einfinden, kurz vor dem II. Korps, das die Phalanx schloss.

### Blüchers Truppen (Organisation und Stärke)
- I. Korps Generallieutenant von Zieten (29.096)

- 1. Brigade Generalmajor von Steinmetz (7.835)
- 2. Brigade Generalmajor von Pirch II. (6.876)
- 3. Brigade Generalmajor von Jagow (6.698)
- 4. Brigade Generalmajor Henckel von Donnersmarck (4.106)
- Reserve-Kavallerie Generallieutenant von Röder (2.865)
- Reserve-Artillerie Major von Rentzell (716)

- II. Korps Generalmajor von Pirch I (30.026)

- 5. Brigade Generalmajor von Tippelskirch (6.498)
- 6. Brigade Generalmajor von Krafft (6.334)
- 7. Brigade Generalmajor von Brause (6.353)
- 8. Brigade Generalmajor von Bose (6.072)
- Reserve-Kavallerie Generalmajor von Wahlen-Jürgass (4.069)
- Reserve-Artillerie Major Lehmann (700)

- III. Korps Generallieutenant von Thielmann (23.544)

- 9. Brigade Generalmajor von Borcke (6.557)
- 10. Brigade Oberst von Kemphen (4.130)
- 11. Brigade Oberst von Luck (4.201)
- 12. Brigade Oberst von Stülpnagel (6.199)
- Reserve-Kavallerie Generalmajor von Hobe (2.038)
- Reserve-Artillerie Major von Grevenitz (419)

Im Anmarsch
- IV. Korps General von Bülow (aus Richtung Lüttich)

## Die Lage am Morgen der Schlacht

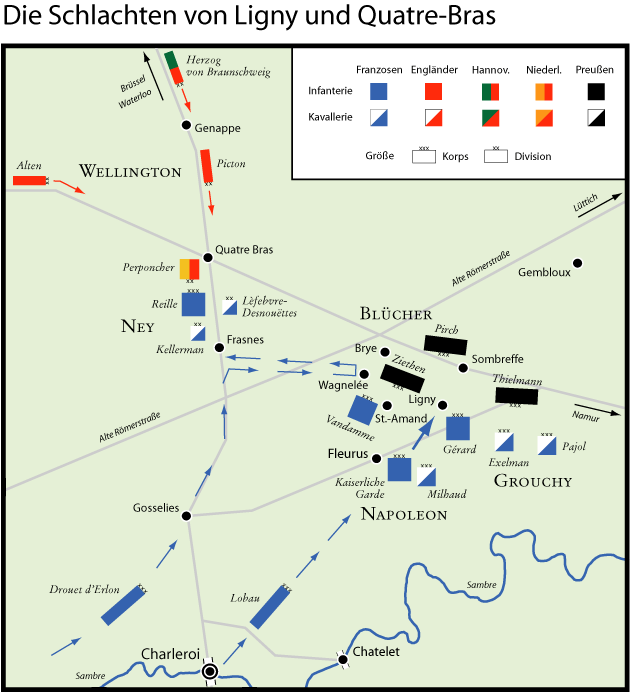
Illustration der Schlacht von Ligny

Am 15. Juni hatte Napoleon die Sambre bei Charleroi überschritten und einen Keil zwischen Wellington und Blücher geschoben. Seine Armee war in drei Teile aufgeteilt: Auf dem linken Flügel standen ein Korps und zwei Kavallerie-Divisionen unter dem Kommando Marschall Neys, auf dem rechten Flügel zwei Kavallerie-Korps unter Marschall Grouchy und im Zentrum drei Korps (darunter die Kaiserliche Garde) und Milhauds Kürassiere als Kavallerie-Reserve unter den Augen des Kaisers. Napoleons wichtigstes Ziel bestand darin, die beiden gegnerischen Armeen voneinander getrennt zu halten und einzeln zu schlagen. Zu diesem Zweck sollte Ney gegen die Briten auf Quatre-Bras vorrücken und dort Wellingtons Kräfte binden. Gleichzeitig sollten auf dem anderen Schauplatz die beiden Korps unter General Vandamme und General Gérard die Preußen frontal auf ihrer Verteidigungslinie zwischen Wagnelée, St. Amand und Ligny angreifen, während Grouchy, den linken preußischen Flügel umfassend, auf Sombreffe marschierte. Napoleon selbst wollte im Zentrum auf Fleurus vorstoßen und mit einem Schlag unter Einsatz der Alten Garde die endgültige Entscheidung gegen die Preußen herbeiführen. Der Plan einer Trennung der beiden gegnerischen Armeen entsprach damit vollkommen jener Idee, mit der Napoleon ganz zu Beginn seiner militärischen Karriere im Italienfeldzug seine ersten großen Siege errungen hatte, als er am 12. und 14. April 1796 zunächst die Österreicher zu seiner Rechten und am 13. April die Sarden zu seiner Linken getrennt voneinander geschlagen hatte.
Blüchers Truppen bestanden aus dem I. preußischen Korps unter General Zieten, dem II. Korps unter General Pirch und dem III. Korps unter General Thielmann. Das I. Korps stand in vorderster Linie und hatte die Aufgabe, die Dörfer Ligny, Brye und St. Amand zu verteidigen, während das III. Korps bei Mont Potriaux und Tongrinnes den linken Flügel bildete und die Rückzugswege nach Gembloux und Namur deckte. Blücher und Gneisenau gingen davon aus, von Wellington unmittelbar bei Ligny unterstützt zu werden. Noch gegen 10 Uhr hatte der Herzog, der inzwischen an der Kreuzung von Quatre Bras eingetroffen war, eine Nachricht an die Preußen gesandt, in der er behauptete, seine Armeereserve sowie seine Reservekavallerie könnten bis Mittag bei Quatre Bras sein. (Tatsächlich erschien die Spitze der Armeereserve, General Thomas Pictons 5. Division, erst nach 15 Uhr an der Kreuzung, die Reservekavallerie sogar erst am frühen Abend.) Auch als er drei Stunden später selbst bei der Windmühle von Brye mit Blücher und Gneisenau konferierte, vermied er eine Korrektur seiner allzu optimistischen Annahmen, sondern erklärte lediglich, er komme zu Hilfe, falls er bei Quatre Bras nicht selbst angegriffen werde. Gneisenau nahm diese bedingte Zusicherung des Briten zum Anlass, den rechten Flügel der preußischen Armee mit dem I. Armeekorps (Zieten) in einer vorgeschobenen und beinahe rechtwinklig zum linken Flügel abknickenden Linie entlang der Dörfer Ligny und St. Amand sowie St. Amand La Haye in Stellung gehen zu lassen. Dahinter stellte er das II. Armeekorps (Pirch) mit 33.000 Mann und 80 Geschützen vorwärts der Namur-Straße in Reserve auf. Die rechte Flanke dieser exponierten Position blieb in der Hoffnung auf Wellingtons Unterstützung aus Richtung Quatre Bras offen.
Obwohl das IV. Armeekorps unter General von Bülow auf Grund eines zu höflich ausgefallenen Befehls des dienstjüngeren Gneisenaus sich nicht zeitig genug in Marsch gesetzt hatte und daher kaum vor Abend mit seinen Spitzen bei Ligny erscheinen konnte, war die Aufgabe für die Preußen nicht unlösbar. Sie hatten beinahe 83.000 Mann gegen nur 60.000 Franzosen massiert und standen auf ihrem rechten Flügel in gut verbarrikadierten Stellungen entlang der Ortschaften. Das gesamte II. Armeekorps stand als Reserve zur Verfügung und auch vom III. Armeekorps auf dem linken Flügel ließen sich notfalls Kräfte abzweigen.
Bei Ligny standen insgesamt rund 60.800 Franzosen (55.000 Napoleon und 5.800 Grouchy) rund 82.700 Preußen gegenüber:

## Das Schlachtfeld

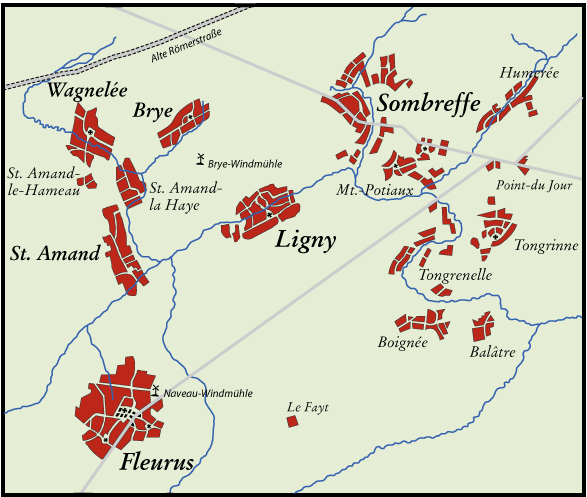
Umgebungskarte

Das Schlachtfeld von Ligny lag auf der Wasserscheide zwischen den Flüssen Schelde und Maas. Westlich von Fleurus entsprang der Ligny-Bach, der sich in nordöstlicher Richtung durch das kleine Dorf Ligny hindurch bis nach Sombreffe schlängelte. Der Bach war zwar nur wenige Meter breit, an seinen Rändern jedoch stellenweise sumpfig, so dass den Brücken in Ligny und St. Amand eine strategische Bedeutung zukam. Die befestigten Punkte von Bedeutung waren Ligny, St. Amand und Wagnelée, das mit St. Amand durch die beiden Weiler St.-Amand-le-Hameau und St.-Amand-la-Haye verbunden war. Die Gebäude dieser drei Ortschaften – und insbesondere diejenigen Lignys – waren durch ihre feste Bauweise und die sie umgebenden Bäume bestens zur Verteidigung geeignet. Weite Teile des übrigen Schlachtfeldes bestanden aus Feldern, auf denen das Getreide mannshoch stand. Auf einem Hügel nordwestlich von Ligny stand die Windmühle von Brye (auch Windmühle von Bussy genannt), die gut als Aussichtspunkt geeignet war und in deren Nähe General Blücher während der Schlacht sein Hauptquartier aufgeschlagen hatte. Napoleons Hauptquartier lag bei Fleurus, wo er von der Windmühle von Naveau aus ebenfalls einen guten Überblick über das Schlachtfeld hatte.

## Chronologie der Schlacht

### Auftakt: Angriff auf St. Amand
Erst als er gegen 14:30 Uhr von Quatre-Bras aus Kanonendonner hörte und damit klar war, dass vom linken Flügel keine Gefahr drohte, konnte Napoleon seinen Angriff gegen die preußischen Linien beginnen. Zudem war Gérards IV. Korps, das von Südwesten in Richtung Ligny vorrückte und eine wichtige Rolle in den Angriffsplänen Napoleons spielte, erst verspätet in Fleurus eingetroffen. 
Napoleon begann den Angriff mit einem Artilleriefeuer der bei Fleurus stehenden Garde. Kurz darauf griff Vandammes III. Korps den kleinen Weiler St.-Amand-la-Haye an. Die dort stehenden Preußen der Brigade Jagow konnten der angreifenden Division Lefol nicht standhalten und mussten zurückweichen. Doch nur kurze Zeit später erfolgte der Gegenangriff durch General Steinmetz, der das Dorf mit sechs Bataillonen der 1. Brigade zurückeroberte. Ein erneuter Angriff der Franzosen, bei dem Vandamme seine Truppen durch die Division Girard (Korps Reille) verstärkte, führte zu einem erbitterten Kampf, in dessen Verlauf die Preußen rund 2.500 Mann verloren und St.-Amand-la-Haye aufgeben mussten.
Damit drohte Blüchers rechte Flanke zusammenzubrechen, weshalb er Pirchs 2. Brigade in den Kampf um St.-Amand-la-Haye schickte. Obwohl General Girard hierbei schwer verwundet wurde (er starb am 25. Juni an den Folgen der Verwundung in Paris), konnten die Franzosen ihre Stellung behaupten. Daraufhin beorderte Blücher Teile des von General von Tippelskirch geführten II. Korps zu einem Umfassungsangriff auf die linke Flanke der Franzosen. Die in der Zwischenzeit von Vandamme vor Wagnelée platzierten Verstärkungen verhinderten diesen Plan jedoch, indem sie die auf dem Marsch befindliche Brigade Tippelskirchs aus dem Schutz der Getreidefelder heraus überraschten und in das Dorf zurücktrieben.
Nun verließ Blücher seinen Beobachtungsposten in der Windmühle von Brye und griff persönlich in den Kampf ein. Unter seiner Führung gelang der preußische Gegenangriff auf die in den vorangegangenen Kämpfen stark geschwächten Franzosen, so dass sich St.-Amand-la-Haye wieder in der Hand der Preußen befand. Damit wurden um 17 Uhr immer noch St. Amand, St.-Amand-la-Haye und Wagnelée von preußischen Truppen gehalten.

### Die Schlacht um Ligny
Gegen 15 Uhr eröffnete General Gérard mit dem IV. französischen Korps die Schlacht um Ligny. Unter schwerem preußischen Artilleriefeuer gelang der 12. Infanteriedivision unter Baron Pécheux der Einbruch bis zur Kirche des Dorfes. Bei ihrem Vorstoß gerieten die Franzosen jedoch unter heftigen Beschuss von allen Seiten. In kurzer Zeit fielen über 500 Mann, darunter 20 Offiziere, während sich der Rest wieder zurückziehen musste. Daraufhin schickte Napoleon ihm eine Anzahl von 12-Pfünder-Geschützen der Garde zur Unterstützung, die – zusammen mit der Artillerie des IV. Korps – zahlreiche Gebäude Lignys in Brand schossen. Bei dem folgenden erneuten Angriff der Infanterie entbrannte ein erbitterter Häuserkampf, in dessen Verlauf die Preußen, verstärkt durch die 3. Brigade unter General von Jagow, Ligny zurückerobern konnten.
Der preußische Leutnant Gerhard Andreas von Garrelts berichtete später als Augenzeuge von den Qualen, denen die unvermutet in den Mittelpunkt des Schlachtgeschehens geratene belgische Zivilbevölkerung in diesen Stunden ausgesetzt war:

„Ligny stand zur Hälfte in Brand, das alte Schloß loderte in hellen Flammen auf […] Bei dieser Gelegenheit fanden wir noch in einem Hause, worin alle Fenster zertrümmert waren, zwei alte Leute, Mann und Frau, ruhig aber gäntzlich gefühllos und betäubt am Heerde sitzen, ohne Regung, die Ellenbogen auf die Kniee und den Kopf auf die Hände gestützt; uns jammerte das Bild! Wahrscheinlich hatte die Armen das Gefecht überrascht und nun wußten sie nicht, wie sie sich der Gefahr entziehen sollten noch mochten; so sehr uns auch der Tod umstarrte, so fühlten wir doch herzliches Mitleid mit diesen beiden Alten, aber sie waren nicht zu bewegen, sich von da zu entfernen.“

### Die verpasste Chance
Gegen 17 Uhr entschied Feldmarschall Blücher sich zu einem Einsatz des noch frischen II. Korps unter General von Pirch, das er in die Gegend südlich von Brye beorderte. Etwa zur selben Zeit sichtete General Vandamme auf der linken französischen Flanke eine Truppe von 20.000–30.000 Mann beim Vorrücken in Richtung Fleurus, die er fälschlicherweise für den Feind hielt. Napoléon, der gerade im Begriff stand, den entscheidenden Schlag auf das Zentrum vorzubereiten, wurde von dieser Nachricht völlig überrascht. Er hatte um 15:30 Uhr eine handschriftliche Notiz (in der englischsprachigen Literatur als pencil note bezeichnet) an Ney geschickt, wonach dieser das I. Korps unter Marschall Drouet d’Erlon zum Angriff im Rücken der rechten preußischen Flanke beordern sollte. Die von Vandamme gemeldeten Truppen schienen jedoch die linke französische Flanke zu bedrohen. Darüber hinaus konnte es sich – unter Berücksichtigung der Zeit, die der mit der Überbringung der handschriftlichen Notiz beauftragte Comte de la Bédoyère bis zu Ney brauchte – noch gar nicht um Drouet d’Erlons I. Korps handeln. Napoléon wusste allerdings nicht, dass de la Bédoyère das I. Korps zu einem Zeitpunkt erreicht hatte, als d’Erlon gerade in Richtung Quatre Bras vorausgeritten war, um sich dort einen Überblick über die Lage zu verschaffen. Angesichts der Dringlichkeit, mit der der Kaiser die Verstärkung bei Ligny erwartete, hatte de la Bédoyère das I. Korps unter Überschreitung seiner Kompetenzen nach Osten abdrehen lassen, so dass es schon kurz nach 17 Uhr in Sichtweite Vandammes geriet. Ney, der sich über die Pläne Napoleons zu diesem Zeitpunkt offensichtlich nicht voll im Klaren war, hatte inzwischen von dem Abdrehen des I. Korps erfahren und diesem einen entgegengesetzten Befehl hinterhergeschickt, in dem er Drouet d’Erlon zur sofortige Umkehr nach Quatre-Bras aufforderte. Als Drouet d’Erlon, der seine Truppen inzwischen wieder eingeholt hatte, Neys Order erhielt, ließ er sein Korps – nur wenige Kilometer von Ligny entfernt – erneut wenden und nach Quatre Bras zurückmarschieren, was schließlich zur Folge hatte, dass das I. Korps an diesem Tag nicht mehr in die Kämpfe eingriff.
Die auf französischer Seite hervorgerufene Verzögerung nutzte Blücher aus, indem er einen Angriff auf die linke Flanke der Franzosen befahl. Von seinem Beobachtungsposten in der Mühle von Brye konnte er sehen, wie seine Truppen über St. Amand hinaus nach Westen vorstießen. In diesem Moment erhielt Vandammes Korps jedoch unverhoffte Unterstützung durch Duhesmes Junge Garde. Diese stoppte den gegnerischen Vormarsch und warf die Preußen wieder in ihre ursprünglichen Stellungen zurück.

### Preußischer Gegenangriff
Gegen 19 Uhr stellte sich die Situation etwa wie folgt dar: Grouchys Kavallerie hatte Tongrenelle erobert und rückte auf Mont-Potriaux vor, im Zentrum bei Ligny fanden weiterhin heftige Kämpfe statt, während sich die angreifende Junge Garde auf der rechten preußischen Flanke erschöpft zu haben schien. Als Blücher in diesem Moment aus Quatre Bras die Nachricht erhielt, Wellington werde selbst schwer von Ney bedrängt und könne deshalb keinesfalls Unterstützung nach Ligny schicken, entschied er sich zu einem Gegenangriff auf die linke französische Flanke, um hier die Entscheidung herbeizuführen. Zunächst verstärkte er die angeschlagenen Truppen in Ligny, dann sammelte er die letzten zu seiner Verfügung stehenden Reserven und führte persönlich einen Angriff auf St. Amand. Auf diese Weise gelang den Preußen zunächst die Rückeroberung von St.-Amand-le-Hameau. Auf ihrem weiteren Vormarsch wurden sie jedoch von den Jägern der Kaiserlichen Garde westlich von St. Amand zurückgeschlagen und traten einen ungeordneten Rückzug nach St.-Amand-la-Haye an.

### Napoleon setzt die Alte Garde ein; Blücher entgeht nur knapp dem Tod
In dieser Situation entschied sich Napoleon für den finalen Gegenschlag und setzte die Alte Garde, die von Guyot geführte Reserve-Kavallerie der Jungen Garde sowie die schwere Kavalleriedivision Milhauds – rund 2.700 Mann Kürassiere – in Richtung des preußischen Zentrums bei Ligny in Bewegung. Nach einem vom Beschuss der preußischen Artillerie begleiteten etwa zwanzigminütigen Marsch leitete Napoleons eigene Gardeartillerie den Angriff auf die preußischen Stellungen ein. Gegen 19:45 Uhr begannen die beiden Divisionen der Alten Garde den Sturm auf Ligny, und die nach fünfstündigem Kampf erschöpften Preußen wichen zurück.
Als Reaktion auf den Ansturm der Garde befahl Blücher nun den Gegenangriff der Reserve-Kavallerie unter Generalleutnant von Röder, bei dem er erneut selbst mitritt. Dabei wurde sein Pferd von einer Kugel tödlich getroffen und der 72-jährige Blücher beim anschließenden Sturz unter ihm begraben. Von den über ihn hinwegreitenden französischen Kürassieren unentdeckt, wurde er zwar später von einem seiner Adjutanten, Major von Nostitz, gerettet, war aber genau zu jenem Zeitpunkt außer Gefecht, als die französische Kavallerie den preußischen Gegenangriff zurückschlug.

### Rückzug der Preußen
Bereits gegen 20 Uhr meldete Generalmajor von Krafft, das Dorf Ligny nicht mehr halten zu können. Nur eine halbe Stunde später brach die Alte Garde durch Ligny hindurch. Damit war die Schlacht für die Preußen verloren. Jetzt lastete die Verantwortung der Entscheidung auf Generalleutnant von Gneisenau, der an Stelle des vermissten Blücher den Befehl übernommen hatte. Gneisenau entschied sich zum Rückzug in nördlicher Richtung auf Tilly zu, was zwar die Verbindungslinien zum Rhein bedeutend verlängerte, jedoch die Möglichkeit offen hielt, Wellington im Falle eines französischen Angriffs zu Hilfe zu kommen.
Doch zunächst ging der Kampf weiter. Noch bis drei Uhr morgens hielt Generalmajor von Jagow den kleinen Ort Brye, während die übrigen preußischen Truppen in einem ungeordneten Rückzug nach Norden strömten. Der Einbruch der Dunkelheit verhinderte jedoch die konsequente Verfolgung durch die Franzosen. Darüber hinaus hatte Röders Gegenangriff einem Teil der im Zentrum kämpfenden preußischen Infanterie zur Flucht verholfen. Und die auf den Flanken stehenden Truppen unter Zieten und Thielemann hatten sich bis zu dem Punkt halten können, als das Zentrum endgültig zusammenbrach. Die preußische Armee war am 16. Juni ihrer Vernichtung entgangen und Napoleons Schlachtplan von Ligny damit gescheitert. Grouchy war nach Berichten, das preußische Heer wäre Richtung Rhein abgerückt, diesem vermeintlich gefolgt. Dabei handelte es sich jedoch nur um etwa 8000 Mann westfälische Landwehr, die sich vom Heer getrennt hatte und entgegen klaren Befehlen nach Hause abzog.

## Folgen
Napoleon hatte die Vernichtung der preußischen Armee versäumt. Während Grouchy zusammen mit den Einheiten Vandammes und Gérards Blücher verfolgte, verband sich Napoleon mit dem Korps Neys und zog gegen Wellington, den er am Abend des 17. Juni südlich von Waterloo stellte. Napoleon begann den Angriff am folgenden Tag zur Mittagszeit. Am Nachmittag kamen die Preußen Wellington zu Hilfe und trugen entscheidend zum Sieg der Alliierten bei. Die französische Armee löste sich weitgehend auf. Napoleon dankte am 22. Juni zugunsten seines Sohnes ab. Am 8. Juli 1815 kehrte Ludwig XVIII. als König nach Paris zurück. Die Herrschaft der Hundert Tage war beendet.  Napoleon starb sechs Jahre später in der Verbannung auf St. Helena.

## Rezeptionsgeschichte

Die nachträgliche Heroisierung der Ereignisse in der Schlachtenmalerei des 19. Jahrhunderts. Hier: Leutnant v. Schmeling bei Ligny, nach einem Historiengemälde von Adalbert von Rößler, aus: Bildersaal deutscher Geschichte (Ausgabe von 1899)

Neben einer Fülle von militärgeschichtlichen Abhandlungen, die in ihrer Schilderung und Bewertung der Schlachtereignisse – je nach Nationalität des Autors – zumeist deutlich dem einen oder dem anderen Lager zuzuordnen sind, wurde die Erinnerung an die Napoleonische Ära lange Zeit durch die zahlreichen bildlichen Darstellungen vorwiegend französischer, britischer und deutscher Künstler wachgehalten. Für Frankreich sind vor allem Louis Ernest Meissonier, Jean Baptiste Édouard Detaille, Félix Philippoteaux, Théodore Géricault und Emile Jean Horace Vernet zu nennen, deren Darstellungen einzelner Situationen aus den Feldzügen Napoleons bis heute unsere Vorstellung prägen. In der deutschen Historienmalerei des 19. Jahrhunderts rangierten die Befreiungskriege noch vor den Rückbezügen auf die germanische Zeit und das mittelalterliche Kaisertum an erster Stelle. Motiviert durch ein steigendes Interesse an der nationalen Vergangenheit und in dem Glauben an die Macht der Geschichte entstanden zahlreiche Gemälde, die das Bild vom Kampf der Deutschen in den Kriegen der napoleonischen Ära verklärten und dabei eine Popularität erlangten, die heute kaum noch vorstellbar ist. Die heute verfügbaren Darstellungen zur Schlacht von Ligny stammen also aus einer Zeit, in der sich Vereine die „Förderung des vaterländischen Geschichtsbildes“ zur Aufgabe machten und Prachtbände wie der „Bildersaal deutscher Geschichte“ zum Schmuck bürgerlicher Wohnzimmer gehörten. Während im 19. Jahrhundert wohl vorausgesetzt werden durfte, dass mit Bildunterschriften wie „Leutnant von Schmeling bei Ligny“ beim Betrachter konkrete Vorstellungen zu den Hintergründen der dargestellten Szene abgerufen werden konnten, bleibt dem heutigen Betrachter der Kontext der Darstellung zumeist verschlossen. Keines der Gemälde zur Schlacht von Ligny ist in der breiteren Öffentlichkeit überhaupt noch bekannt. Sowohl in den äußerst zahlreichen Napoleonbiografien als auch in den militärgeschichtlichen Werken zum Feldzug von 1815 finden sich überwiegend Abbildungen, die die zwei Tage später stattfindende Schlacht von Waterloo thematisieren. Dies spiegelt nicht allein den Wandel des öffentlichen Geschichtsbildes, sondern auch den Bedeutungswandel der heute weitgehend in Vergessenheit geratenen Ereignisse von Ligny wider.